# Puente Peatonal Mate de Luna
El puente peatonal Mate de Luna es un puente peatonal ubicado en la intersección de la avenida Mate de Luna y los bulevares Amador Lucero y José Ignacio Thames. Este se halla en la ciudad de San Miguel de Tucumán, Provincia de Tucumán, Argentina.

## Historia
Originalmente el puente fue construido durante la intendencia del coronel José Horacio Vermal a principios de los años 80; pero durante su instalación la primera estructura colapsó. Por ello, se levanta luego otro puente de hormigón armado. El puente había sido proyectado para fungir como paso peatonal de los estudiantes de la Escuela Patricias Argentinas, la cual se localiza enfrente de este.
Con el paso del tiempo el puente fue deteriorándose y descuidándose progresivamente. Por esta razón, el grupo Old Virgins, compuesto de jugadores de rugby retirados, restauraron la estructura del puente e hicieron tareas de embellecimiento en su entorno. Así el puente fue reinaugurado el 9 de julio de 2003 pero en 2010 fue clausurado por el gran deterioro y la aparición de grietas que presentaba la estructura.
En 2021 el puente fue definitivamente clausurado por el deterioramiento y agrietamiento presentado en su estructura y por el riesgo de colapso de este.  El 24 de junio de ese mismo año se retiró el viejo puente para dar inicio a la construcción del nuevo puente metálico y el embellecimiento de su exterior.
Ya el 7 de julio de 2022 el nuevo puente (junto a las instalaciones a su alrededor) fue inaugurado por el intendente Germán Alfaro, la senadora nacional Beatriz Ávila y el secretario de Obras Públicas Alfredo Toscano.

## Descripción
El puente posee una longitud de 38 metros y una longitud total de 102 metros totalizando 80 toneladas. Su estructura es de acero, metálica y curva, contando con iluminación led y 12 proyectores en toda su extensión. Para acceder al puente, se encuentra un ascensor y escalinatas sobre la vereda del boulevard Thames; mientras en la acera del boulevard Amador Lucero se accede por una escalera y una rampa curva.
También se realizaron tareas de jerarquización del entorno del puente peatonal, al hacerse trabajos en mobiliario y equipamiento urbano, iluminación, ensanchamiento de veredas, entre otras. Asimismo se hicieron trabajos de forestación y accesibilidad para discapacitados.